# ウィリアム・コレンソ

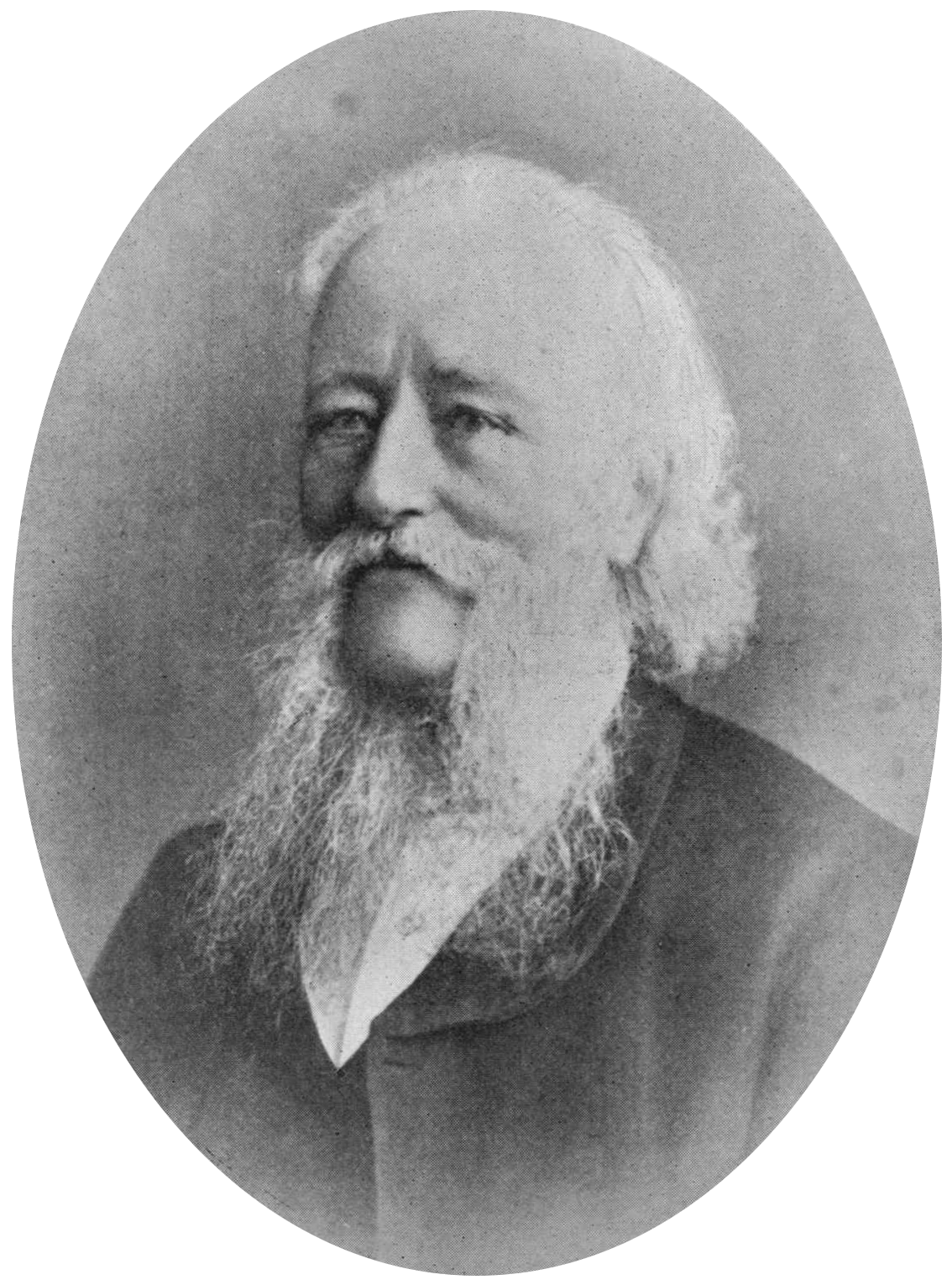
ウィリアム・コレンソ

ウィリアム・コレンソ（William Colenso、1811年11月7日 – 1899年2月10日）はイギリス、コーンウォール生まれでニュージーランドで働いた宣教師、出版者、植物学者、政治家である。

## 略歴
コーンウォールのペザンスで生まれた。いとこにナタールの司教のジョン・ウィリアム・コレンソがいる。印刷業者の見習いをした後、1834年にニュージーランドに宣教の補助のために派遣された。新約聖書のマオリ語訳の出版の責任者として働いた。熱心な植物学者として、ニュージーランドの未知の植物標本や情報をイギリスのキューガーデンに送った。1866年にニュージーランド人として初めて、王立協会のフェローに選ばれ、数百の論文を科学雑誌に寄稿した。
1840年代に、ホークス・ベイの宣教本部から、マオリ族のガイドとともに、ニュージーランドの北島の中部を走破し、ルアヒネ山地のパテアのマオリ族住域の宣教のために探検した。未踏の森林地帯やランギポ砂漠の横断、ルアヒネ山地やトンガリロ山の踏破の記録はその後ヨーロッパ人の探検のために重要な情報を残した。1845年から定期的にワイララパやハット地域を訪れるようになり、ヨーロッパ人の畜産業者とマオリ人との間の対立に、マオリ族の側に立つことにより、ヨーロッパ人の反感をかった。マオリ族女性を結婚しないで妻として扱うことや飲酒や競馬の習慣も批判したが、コレンソ自身もマオリ族の女性に子供を生ませたことが明らかになり、宣教師の地位を失った。
その後も植物研究を続けながら野外生活を続けた後、ナピアで地方政治家となり、1861年ころにはナピアの議会の議員となった。ンガティ ・カフグニ族（Ngāti Kahungunu）とラッセル兄弟の紛争でマオリ族を擁護した。

## 著作
- Colenso, William (1890). The Authentic and Genuine History of the Signing of the Treaty of Waitangi. Wellington